# Liste der Naturdenkmale in Althengstett
| Naturdenkmale | Anzahl |
| ------------- | ------ |
| FND           | 0      |
| END           | 2      |
| Gesamt        | 2      |

Die Liste der Naturdenkmale in Althengstett nennt die verordneten Naturdenkmale (ND) der im baden-württembergischen Landkreis Calw liegenden Gemeinde Althengstett. In Althengstett gibt es insgesamt zwei als Naturdenkmal geschützte Objekte, keines ist ein flächenhaftes Naturdenkmal (FND), beide sind Einzelgebilde-Naturdenkmale (END).
Stand: 31. Oktober 2016.

## Einzelgebilde (END)
| Name                     | Bild | Kennung     | Einzelheiten | Position | Fläche Hektar | Datum        |
| ------------------------ | ---- | ----------- | ------------ | -------- | ------------- | ------------ |
| Alte Linde               |      | 82350070001 | Althengstett | ⊙        | 0,0           | 1. Feb. 1950 |
| Linde                    |      | 82350070002 | Althengstett | ⊙        | 0,0           | 1. Feb. 1950 |
| Legende für Naturdenkmal |      |             |              |          |               |              |